# 양력

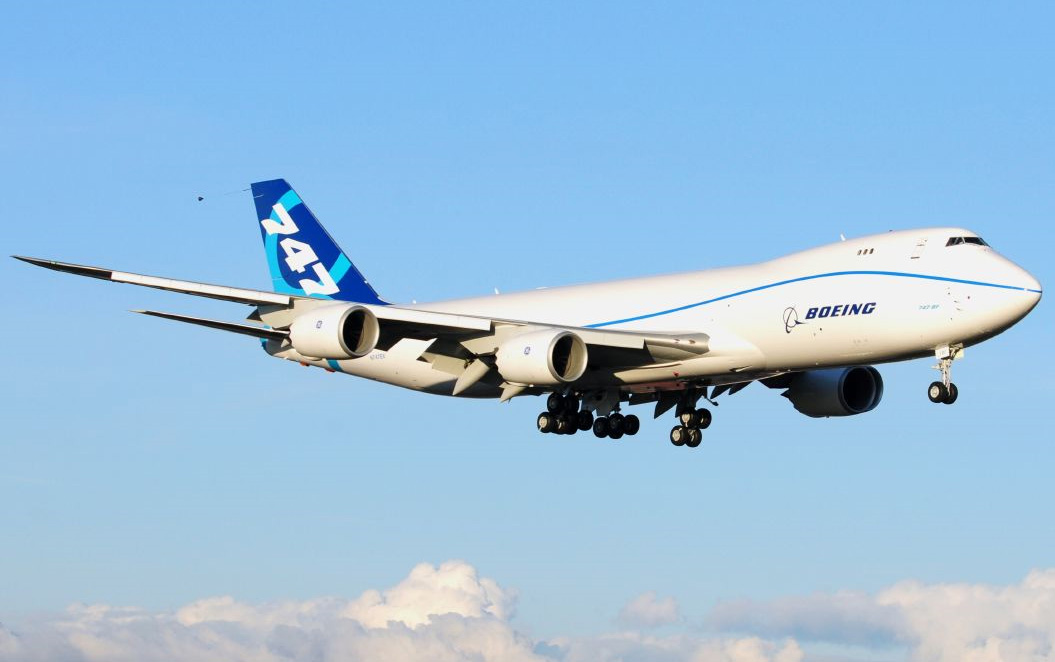
착륙하는 보잉 747-8

양력(揚力, lift)은 물체의 주위에 유체가 흐를 때 물체의 표면에서 유체의 흐름에 대하여 수직 방향으로 발생하는 역학적 힘이다.

## 개요

항공기 날개에 작용하는 힘

일반적으로 유체 내에서 움직이는 모든 물체는 어떠한 방향의 항력을 받고, 물체의 모양이 비대칭일 경우 유체의 흐름에 수직하는 양력을 받게 된다. 그림과 같은 고정익기의 날개 단면을 익형(翼型)이라고 하는데, 익형으로 된 날개는 항력보다 훨씬 큰 양력을 발생시킨다. 물체의 모양이 익형이 아니더라도 양력이 발생하지만, 발생한 양력에 비해 항력이 훨씬 커 항력 지수가 높게 되고, 결국 양력의 작용은 미미한 수준에 그치게 된다. 익형은 양력의 발생을 극대화하기 위해 특별히 고안된 형태 로서 양력 이외에도 추력, 항력, 중력이 작용한다.
고정익기의 날개 뿐만 아니라 헬리콥터의 로더, 범선의 돛, 요트의 바닥에 설치된 킬, 자동차 경주에 참가한 경주용 자동차에 달린 날개, 터빈의 날개 등 유체가 있는 곳이라면 어디서든 위의 네 가지 힘이 작용한다. 일반적으로 양력이라고 하면 중력을 거슬러 떠오르게 하는 힘을 뜻하지만, 유체 역학에선 유체의 흐름에 수직방향으로 작용하게 되는 힘을 양력이라고 한다. 예를 들어 고정익기의 날개에 작용하는 양력은 중력과 반대 방향에 놓이게 되지만 요트의 킬은 중력과 무관한 작용을 한다.

## 익형에서 발생되는 양력
익형에서 발생하는 양력에 대해서는 다양한 수준의 이론으로 설명이 가능하다. 그 가운데는 정확하지 않은 설명도 있다. 예를 들어, 익형의 위쪽의 길이가 길고 아랫쪽은 짧기 때문에 유체가 양쪽을 같은 시간에 지나게 되면 상대적으로 경로가 긴 위쪽의 흐름이 빨라져 압력이 낮아지므로 양력이 발생하게 된다고 설명하는 것이 대표적이다. 여기서는 뉴턴의 운동 법칙과 베르누이 방정식을 이용하여 양력의 발생을 설명하고자 한다.

### 뉴턴 운동 법칙과 양력

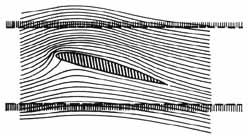
익형 주위의 공기 흐름 변화

#### 편향의 발생
익형에서 발생하는 양력은 유체와 물체 사이에서 발생하는 압력으로 설명될 수 있다. 비행기의 날개를 생각해 보면, 공기의 흐름이 날개에 부딪힐 때 발생하는 압력이 날개에 양력을 부여하게 되고 그 반작용으로 공기는 흐름이 아래쪽 바뀌는 편향이 생긴다. 이 설명은 뉴턴 운동 법칙 가운데 제2 법칙인 가속도의 법칙과 제3 법칙인 작용 반작용의 법칙에 따른 것이다.
위의 설명을 유체의 관점에서 다시 살펴보면, 공기가 익형 주위를 흐르는 동안에 흐르는 방향이 바뀌게 되고, 흐름이 바뀌는 방향의 반대 방향으로 반작용 힘이 생긴다고 생각할 수 있다.

#### 압력차
양력의 발생은 압력의 차이로도 설명이 가능하다. 압력은 단위 면적에 작용하는 변형력을 뜻한다. 유체 속에 놓인 익형에게 전달되는 변형력의 알짜힘은 각 부분마다 다르다. 이 때문에 힘의 편향이 일어나게 되고, 각 부분이 받는 압력 역시 달라지게 된다. 그 결과 익형의 볼록한 부분은 상대적으로 압력이 적은 상태가 되고 오목한 쪽은 압력이 높아져 양력이 발생한다. 비행기의 날개에서 위쪽은 유체속력이 빨라서 압력이 낮고, 아래쪽은 유체속력이 느려 압력이 높기 때문에 힘을 윗쪽으로 받게 된다.
1754년 레온하르트 오일러는 뉴턴 운동 법칙의 제2법칙을 응용하여 아래와 같은 압력차 계산 공식을 정리하였다.
{\displaystyle {\frac {\operatorname {d} p}{\operatorname {d} R}}=\rho {\frac {v^{2}}{R}}}
위 식에서 R은 곡률의 반지름, p는 압력, ρ는 밀도, v는 속도를 나타낸다. 곡률의 반지름이 커져 유체의 흐름이 평탄해지면(R → ∞) 압력차(즉, 양력)은 0으로 수렴한다.

#### 받음각
받음각은 유체의 흐름과 익형의 시위선이 이루는 각이다. 받음각이 변하면 유체의 흐름 변화도 변하여 결국 양력의 크기 역시 변하게 된다.

### 베르누이 정리
베르누이 방정식은 아래와 같다.
{\displaystyle {p \over \rho }+{v^{2} \over 2}+gh={\mbox{constant}}}
- {\displaystyle v}는 유선 내 한 점에서의 유동 속도
- {\displaystyle g}는 중력 가속도
- {\displaystyle h}는 기준면에 대한 그 점의 높이
- {\displaystyle p}는 그 점에서의 압력
- {\displaystyle \rho }는 유체의 밀도

이 방정식은 압력에너지와 운동에너지의 합이 일정하다는 것을 보여준다. 유체의 흐름은 익형의 윗 부분에서 빨라지고 아랫부분에서 느려지게 된다. 속도가 다른 두 흐름의 전체 에너지 합계는 베르누이 방정식에 따라 일정하므로 속도가 빠른 익형 윗 부분의 압력이 낮아지게 된다. 이와 같은 익형의 위아래 압력차가 양력이다. 실제 고정익기의 날개가 받는 양력은 날개 각 지점의 단면이 이루는 익형에서 발생하는 양력을 전체 날개의 면적으로 곱하여 계산할 수 있다.

## 같이 보기
- 항력 계수
- 유체동역학